# Măguri, Timiș
Măguri este un sat ce aparține municipiului Lugoj din județul Timiș, Banat, România. Este singura localitate din județul Timiș care a înregistrat o majoritate absolută a populației de țigani.

## Istorie
Prima atestare documentară a localității datează din anul 1448, cu numele de Magora.
Satul Măguri fost creat în 1909 din alipirea a două sate Szendelak/Sandalac și Magura. Măguri a fost menționat documentar pentru prima dată într-un certificat în 1448 ca Magora. În 1454 apare mentionat ca Magure, Magora, în 1557 ca Magura, în 1723 ca Magur, în 1785 ca Maguri, în 1888 ca Magura, în 1909 ca Magur (Szendelakmagur), în 1913 ca Szendelakmagur , Sandalac Maguri. În 1910, din cei 235 de locuitori, 16 erau maghiari, 18 germani și 210 români. Dintre aceștia, 30 erau romano-catolici, 4 reformați și 201 ortodocși. 

## Populație

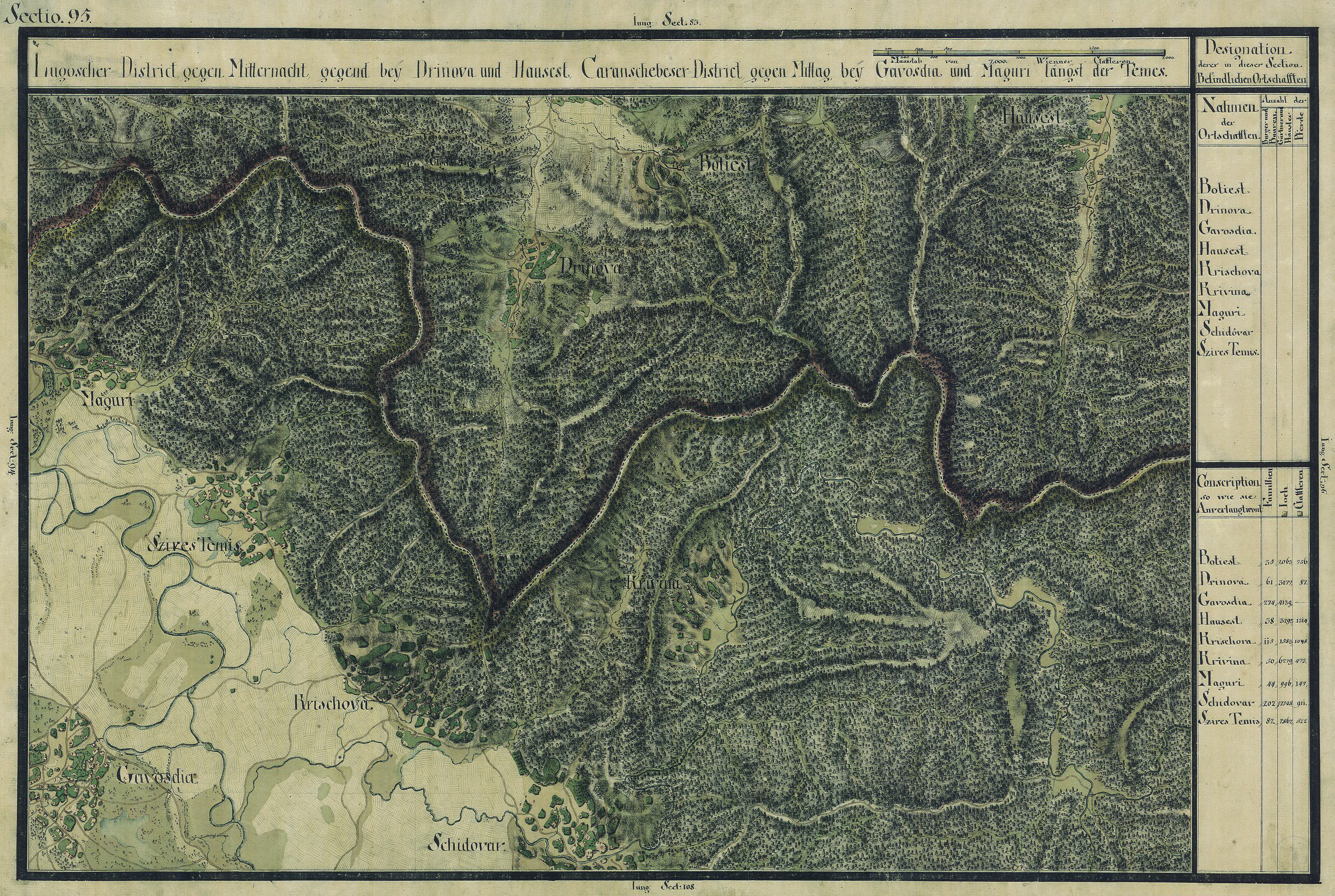
Măguri în Harta Iosefină a Banatului, 1769-72

În trecut, Măguri a fost o așezare majoritar românească. La aceasta s-a atașat cătunul Țigani, cătun care în perioada interbelică număra 30-40 de familii de țigani.In anul 1941 romi care locuiau in zona Pereu au fost obligati sa se mute  in vatra satului Sandalac deoarece locul din Pereu a fost achizitionat nestiindu-se prin ce forma  de un chiabur numit Laita .In anul 1942 o parte din familiile de romi au fost deportati fortat in Transnistria, unde din spusele batranilor ca o parte dintre ei au fost ucisi, au rămas prin alte locuri ori nu sau mai intors. Inprezent aceasta comunitate este preponderent compusa din familii de lautari, meseriasi ,intelectuali ,oameni de afaceri.   În numai câteva decenii, întreg satul a devenit majoritar țigănesc.
Schimbarea balanței etnice s-a înregistrat la recensământul din 1992, când, datorită natalității scăzute a românilor și a natalității ridicate a țiganilor, românii au trecut în minoritate.
La recensământul din 2002, populația era de 724 locuitori, cu 12% mai puțin decât în 1992. Numărul românilor a rămas aproape neschimbat, în timp ce populația de țigani a scăzut. Astfel, existau în anul 2002, 579 de țigani (sau 80% din total), 17% români și 3% alții. Din punct de vedere religios, aproape 99% din locuitori s-au declarat ortodocși.